# Ознаго
Озна̀го (на италиански: Osnago, на западноломбардски: Usnach, Узнак) е малко градче и община в Северна Италия, провинция Леко, регион Ломбардия. Разположено е на 249 m надморска височина. Населението на общината е 4843 души (към 2014 г.).